# Kamarás István (szociológus)
Kamarás István OJD (1941) könyvtáros, szociológus, író, a Magyar Tudományos Akadémia doktora. Az írói nevében szereplő OJD, vagyis az Ordo Joculatorum Dei (Isten Bohócainak Rendje) a „derű evangéliuma” jegyében általa alapított rendhagyó rendre utal.

## Élete, munkássága
Magyartanár és könyvtáros, majd szociológus diplomát szerzett. Előbb az Országos Széchényi Könyvtár Olvasáskutatási osztályát vezette, majd a Művelődéskutató Intézetben mint művészet- és vallásszociológus dolgozott.
Az Országos Közoktatási Intézetben kezdett el foglalkozni az ember-, erkölcs- és vallásismeret oktatásával, ezután a pécsi, majd a veszprémi egyetemen tanított művelődés-, művészet-, és vallásszociológiát, vallástudományt és embertant. Kéttucatnyi művelődés-, művészet- és vallásszociológiai szakkönyv szerzője. Emberismeret és erkölcstan tankönyveket írt általános és középiskolásoknak, valamint egyetemi hallgatóknak. Tanított a Pécsi Tudományegyetemen, a veszprémi Pannon Egyetemen megalapította az Antropológia és Etika tanszéket, és megindította az ember- és erkölcsismeret szakos tanárok képzését.
Nyugdíjba vonulása után óraadóként dolgozott az Evangélikus Hittudományi Egyetemen (Vallás és társadalom) és az Adventista Teológiai Főiskolán (Egyházszociológia). Tankönyvei és tudományos művei mellett írt még szociográfiáikat, regényeket, meséket, utópiákat és hangjátékokat. 

## Díjai
- SZOT-díj (1976)[1]
- Szinnyei József-díj (1993)[1]
- Szabó Zoltán-díj (2003)[1]
- Az Evangélikus Hittudmányi Egyetem díszdoktora (2023)[7]

## Főbb művei
- A munkások és az olvasás. Budapest: Népművelési és Propaganda Iroda, 1969
- (társszerző Polónyi Péter) Értelmiség, olvasás, könyvtár. Budapest: Népművelési és Propaganda Iroda, 1970
- Hogyan értesülünk a könyvekről?; Magyar Könyvkiadók és Könyvterjesztők Egyesülése, Budapest, 1971
- Az irodalmi érték esélye lektűrolvasóknál. Budapest: Népművelési és Propaganda Iroda, 1974
- Irodalmi művek esélye fiatal munkásolvasóknál; Szakszervezetek Elméleti Kutató Intézete, Budapest, 1974
- Az irodalmi érték esélye lektűrolvasóknál. Kilenc olvasóportré. Budapest: OSZK Könyvtártudományi és Módszertani Központ, 1975
- Kamarás István–Kiss Endre–Somorjai Ildikó: A "Makra" és 116 olvasója; OSZK KMK, Budapest, 1977
- Az olvasó munkások és az irodalom. Budapest: Táncsics Kiadó, 1981
- "Rögeszmék" Bakonyoszlopon. Olvasótábori krónika; Tankönyvkiadó, Budapest, 1984
- Légvárak vagy végvárak? Tanulmányok, esszék, vitacikkek az olvasásról és a könyvtárról; Múzsák, Budapest, 1985
- Utánam, olvasó! A Mester és Margarita fogadtatása, értelmezése és hatása Magyarországon; Múzsák–OSZK Könyvtártudományi és Módszertani Központ, Budapest, 1986
- Hetedikek. Egy angyalföldi társaság lenyomata; Művelődéskutató Intézet, Budapest, 1987
- Lelkierőmű Nagymaroson. Religiográfia; Művelődéskutató Intézet–Vita, Budapest, 1989
- Értéktérkép; Szépirodalmi, Budapest, 1989 (Magyarország felfedezése)
- Zónák és átlépők. A Stalker és különböző világnézetű befogadói; Művelődéskutató Intézet–Vita, Budapest, 1989
- Íme, az ember; Oktatáskutató Intézet–Edukáció, Budapest, 1990
- Egyházközség-építők. Pécs: Egyházfórum Alapítvány, 1992
- Búvópatakok. A szentimrevárosi katolikus ifjúsági mozgalom története 1949-től 1961-ig. Visszaemlékező szociográfia; Márton Áron Kiadó, Budapest, 1992
- Júdások vagy Péterek? Religiográfia a pályamódosító papokról; közrem. Czipó József, Fülöp Sándor; Egyházfórum, Budapest–Luzern, 1992
- Kamarás István–Sárkány Klára: Embertan – középhaladóknak. Válogatás az azonos című, 1986–1989 között közvetített rádióműsor anyagából; Keraban, Budapest, 1993
- Kamarás István–Makk Katalin–Varga Csaba: Kagylózene. Beszélgetések az emberről; Szt. Gellért Egyházi Kiadó, Szeged, 1993
- Emberkép – embertan. Tanulmányok, esszék; Szt. Gellért Egyházi Kiadó, Szeged, 1993
- Bensőséges bázisok. Katolikus kisközösségek Magyarországon. Budapest: Országos Közoktatási Intézet, 1994
- Emberismeret, erkölcsismeret, vallásismeret: tantárgyi útmutató. Budapest: ÉKP Központ–Tárogató Kiadó, 1995
- Olvasatok; Osiris, Budapest, 1996
- Emberismeret, erkölcsismeret, vallásismeret. Budapest: Tárogató Kiadó – ELTE ÉKP Központ, 1997
- Krisnások Magyarországon; Iskolakultúra–Tárogató, Budapest, 1998 (Iskolakultúra)
- Bevezetés az embertanba. Az Íme, az ember! című könyv alaposan átdolgozott és kibővített változata; Pedagógus Szakma Megújítása Projekt Programiroda, Budapest, 1998
- Erkölcstan. 11. évfolyam; közrem. Gáspár Csaba László; Krónika Nova, Budapest, 2001
- Olvasó a határon. Az Iskola a határon fogadtatásának és befogadásának vizsgálata; Pont–Savaria Universiy Press, Budapest–Szombathely, 2002 (Élményközpontú irodalomtanítás)
- Kamarás István–Vörös Klára: Embertan, 1-3.; Oktker–Nodus–Tárogató, Veszprém–Budapest, 2002
- A Trilla szólamai. Egy Örkény-egyperces olvasatai. Budapest: Holnap Kiadó, 2003
- Kis magyar religiográfia; Pro Pannonia Kiadó, Pécs, 2003 (Pannónia könyvek) ISBN 9639498157
- Kamarás István–Vörös Klára: Embertan II. Munkáltató tankönyv 13-14 éveseknek; Oktker–Tárogató, Veszprém–Budapest, 2003
- Olvasásügy; Iskolakultúra, Pécs, 2005 (Iskolakultúra)
- A Sorstalanság sorsa; Savaria University Press, Szombathely, 2006 (Bár könyvek)
- Jézus-projektum. Kutatási jelentés; Pro Pannonia, Pécs, 2007 (Pannónia könyvek)
- Az irodalmi mű befogadása. Szociológiai és szociálpszichológiai megközelítés; Pannon Egyetem BTK Antropológia és Etika Tanszék–Gondolat, Budapest, 2007
- Bevezetés az embertanba. Az Íme, az ember! című könyv 4. átdolgozott kiadása; 4. átdolg. kiad.; Loisir, Budapest, 2008
- Vallásosság, habitus, ízlés. Kutatási jelentés. Budapest: Loisir Kiadó, 2009 ISBN 9789638758354
- A "Keresztények". Egy szekta születése és gyermekbetegségei. Esettanulmány; Gondolat, Budapest, 2010 ISBN 9789636933067
- (társszerző Homor Tivadar) Emberismeret és etika: középiskolások számára. Celldömölk: Apáczai Kiadó, 2010 ISBN 9789634659518
- (társszerzők: Homor Tivadar és Vörös, Klára) Emberismeret, etika: 7. osztály. Debrecen: Pedellus, 2011 ISBN 9786155154010
- Kamarás István–Ladó Annamária: Szövedék. Romantikus oknyomozó riportregény; Kairosz, Budapest, 2011
- Olvasó-próba. Olvasásszociológiai tanulmányok; Pont, Budapest, 2013 ISBN 9789639957640
- (társszerk. Bögre Zsuzsa) Vallásszociológia. Budapest: Luther Kiadó, 2013 ISBN 9789633800300
- Embertan-erkölcstan sztori; Pro Pannonia, Pécs, 2015 (Pannónia könyvek) ISBN 9786155553097
- Ferencpápista egyházreform Csereháton. Földreszállott pasztorálszociológiai utópia. Budapest: Egyházfórum Alapítvány, 2017 ISBN 9789638156440
- Vallásszociológiai keresztmetszetek; Akadémiai, Budapest, 2021
- Csereháti pasztorálszociográfia; Wesley János Kiadó, Budapest, 2022 (Szociológiai dolgozatok) ISBN 9789639744585
- Egyházszociológiai szövegek és feladatok; Advent, Budapest, 2024

### Szépirodalmi művek
- Kamarás István–Varga Csaba: Reformvár. Utópia; Magvető, Budapest, 1984 (JAK füzetek)
- Megjelöltek; Eötvös, Budapest, 1988
- Ipiapi atya levelei; közrem. Gesztesy András; Zászlónk Stúdió–Szt. Gellért Egyházi Kiadó, Budapest–Szeged, 1992
- Kamarás István–Németh István Péter: Origósdi; Tapolcai Városi Könyvtár, Tapolca, 1996
- Ipiapi atya. Egy legenda dokumentumai; Kairosz, Szentendre, 2000
- Utánam, olvasók! Olvasmányregény; Pont, Budapest, 2014
- Kétfülűek. Tényregény; Pro Pannonia, Pécs, 2014 (Pannónia könyvek) ISBN 9789639893894
- Ferenc pápa-legendárium; Egyházfórum Alapítvány–Luther, Budapest, 2015
- Ipiapi atya füveskönyve; Luther, Budapest, 2017
- Istenbohócai; Ecclesia, Budapest, 2020 (Ecclesia könyvek)

### Ifjúsági és gyermekirodalmi művek
- Sárkányos mese igazából; Móra, Budapest, 1979
- Bumbala, avagy A lakatlan liget titka. Meseregény; Minerva, Budapest, 1986
- A. A. Milne: Micimackó, Micimackó kuckója. Munkafüzet; Ikon, Budapest, 1995 (Matúra Olvasónapló)
- Csigamese. Gyerekeknek és felnőtteknek; Ciceró, Budapest, 1998
- Világverseny a berekben; vers Németh István Péter; Ciceró, Budapest, 1999
- Jeles mesék; Ciceró, Budapest, 2000
- Apuapu és a leleplezett rakoncaficánka; Ciceró, Budapest, 2001
- Kalamona kalamajka; Móra, Budapest, 2004 (Az én könyvtáram)
- Betlehembe kéne menni. Karácsonyi mesék; Móra, Budapest, 2006
- Csigamese. Gyerekeknek és felnőtteknek; Ciceró, Budapest, 2011
- Karácsonyi angyal. Karácsonyi mesék kisebbeknek és nagyobbaknak; Luther, Budapest, 2012
- Kereső-mese. Meseregény; Ikerhold–Pont, Budapest, 2012
- Titkos kutatónapló; Luther, Budapest, 2015
- Amatitka; Luther, Budapest, 2017
- Karácsonyi zengedelem. Karácsonyi történetek nagyobbacskáknak; Szent Ferenc Szegényei Alapítvány–Szent Gellért, Nagymaros–Budapest, 2020
- Titkos terepmunkanapló; Gondolat, Budapest, 2023 ISBN 9789635564545